# Farida al-Abani
Farida Massaoud al-Abani, född 16 september 1988 i Tagiura i Libyen, är en svensk politiker och tidigare partiledare för Feministiskt initiativ. Hon har tidigare agerat som partiets talesperson i socialpolitik och asyl- och migrationspolitik.
al-Abani har en utbildning inom folkhälsovetenskap. Hon är aktiv inom nykterhetsrörelsen och utnämndes av IOGT-NTO till Årets eldsjäl 2017 samt är sedan 2020 generalsekreterare för Svenska sällskapet för nykterhet och folkbildning. Hon har även varit styrelsemedlem i Streetgäris.
al-Abani efterträdde i februari 2019 Gudrun Schyman som en av två partiledare för Feministiskt initiativ. Hon verkade därefter som partiledare tillsammans med Gita Nabavi, partiledare sedan 2018, tills Nabavi avgick 8 mars 2020. Därefter var al-Abani ensam partiledare till i mars 2021 då även Teysir Subhi blev vald till partiledare.  al-Abani själv avgick från partiledarposten i februari 2022. .